# Biserica „Sfinții Apostoli Petru și Pavel” din Căușeni
Biserica „Sf. Apostoli Petru și Pavel” este o biserică amplasată în Căușeni, Republica Moldova. Este un monument arhitectural de importanță națională inclus în Registrul monumentelor Republicii Moldova ocrotite de stat cu nr. 123 (raionul Căușeni). Datează din 1870.